# Webster County (Kentucky)
Webster County is een county in de Amerikaanse staat Kentucky.
De county heeft een landoppervlakte van 867 km² en telt 14.120 inwoners (volkstelling 2000). De hoofdplaats is Dixon en de dichtstbevolkte stad is Providence.